# Sebastien De Meulemeester
Sebastien De Meulemeester (27 februari 1998) is een Belgische zwemmer. Hij is gespecialiseerd in de vrije slag en vlinderslag.

## Belangrijkste prestaties
| Jaar | Olympische Spelen                         | WK langebaan                                | WK kortebaan                              | EK langebaan                                                                                          | EK kortebaan                              |
| ---- | ----------------------------------------- | ------------------------------------------- | ----------------------------------------- | --- | ----------------------------------------- |
| 2017 |                                           | geen deelname                               |                                           | | 47e 100m vrije slag 41e 100m vlinderslag  |
| 2018 |                                           |                                             | geen deelname                             | 42e 200m vrije slag 14e 4x100m vrije slag 10e 4x200m vrije slag                                       |                                           |
| 2019 |                                           | 14e 4x100m vrije slag 13e 4x200m vrije slag |                                           | | geen deelname                             |
| 2020 | Geen toernooien vanwege de coronapandemie | Geen toernooien vanwege de coronapandemie   | Geen toernooien vanwege de coronapandemie | Geen toernooien vanwege de coronapandemie                                                             | Geen toernooien vanwege de coronapandemie |
| 2021 | geen deelname                             |                                             | 6e 4x50m vrije slag                       | 43e 50m vrije slag 26e 100m vrije slag 24e 200m vrije slag 11e 4x100m vrije slag 7e 4x200m vrije slag | geen deelname                             |

## Persoonlijke records
(Per 18 december 2017)

### Langebaan
| afstand          | tijd  | datum            | plaats    |
| ---------------- | ----- | ---------------- | --------- |
| 100 m vrije slag | 49,85 | 14 april 2018    | Eindhoven |
| 100m vlinderslag | 53,58 | 24 februari 2017 | Antwerpen |

### Kortebaan
| afstand          | tijd  | datum            | plaats  |
| ---------------- | ----- | ---------------- | ------- |
| 100m vrije slag  | 48,56 | 6 augustus 2017  | Berlijn |
| 100m vlinderslag | 52,20 | 12 november 2017 | Gent    |